# Rockbank
Rockbank – miasto w Australii, w stanie Wiktoria.